# 劉鐸 (明)
劉 鐸（りゅう たく、生年不詳 - 1626年）は、明代の官僚。字は我以、号は洞初。本貫は吉安府廬陵県。

## 生涯
1616年（万暦44年）、進士に及第した。刑部郎中から揚州府知府となった。劉鐸は魏忠賢が政治を乱しているのに憤り、詩を作って僧扇を書きつけ、その中に「陰霾国事非」の句があったことから、密告者がこれを魏忠賢に報告した。1625年（天啓5年）11月、揚州府の倪文煥はもとから劉鐸を憎んでおり、魏忠賢をたきつけて劉鐸を逮捕させた。劉鐸は魏忠賢の甥の魏良卿と仲が良かったため、ほどなく釈放されて、もとの官に戻された。魏良卿が「さきに錦衣衛に逮捕連行されたとき、金はいくらかかったのか」と訊ねると、劉鐸は「三千金だけだ」と答えた。魏良卿は錦衣にこれを返還させた。錦衣の官僚はこれに怒って、日夜劉鐸の隙をうかがった。1626年（天啓6年）、かつて劉鐸が獄中にいたとき、方震孺と同房で謀を巡らせていたとされ、劉鐸は再び獄に下された。たまたま劉鐸の家人で夜に祭祀をする者がいたことから、参将の張体乾は劉鐸が魏忠賢を呪詛したと誣告し、刑部尚書の薛貞は劉鐸を死刑に処すよう上奏した。 8月丁卯、劉鐸は殺された。1627年（天啓7年）に魏忠賢が処断されると、1628年（崇禎元年）に薛貞と張体乾も罪に問われて官籍を剥奪された。劉鐸は太僕寺少卿の位を追贈された。